# Makoto Kaneko (fotbollsspelare)
Makoto Kaneko (金子 誠 Kaneko Makoto?), född 9 december 1975 i Kanagawa prefektur, är en japansk före detta fotbollsspelare.
Kaneko började sin karriär 1998 i Ventforet Kofu. Han avslutade karriären 2002.